# 古川町立細江小学校
古川町立細江小学校 （ふるかわちょうりつ ほそえしょうがっこう）は、かつて岐阜県吉城郡古川町（現・飛騨市古川町）に存在した公立小学校。

## 概要
- 旧・細江村の小学校であった。
- 古川町が農村部の過疎化による小規模校の複式学級を解消するために、隣接校の統合をすすめ、1964年に旧・小鷹利村の大村小学校と統合。古川仲小学校の新設により廃校。校舎は古川西小学校仲分教室として1970年6月まで使用された。

## 沿革
- 1874年（明治7年）3月 - 細江学校が開校。校区は杉崎村、太江村。浄慶寺[注釈 2]境内に仮校舎を新築。
- 1875年（明治8年）2月 - 杉崎村、太江村、袈裟丸村、野口村、末真村、戸市村、数河村が合併し、細江村が発足。
- 1883年（明治16年） - 細江村字小村に新築（木造2階建）移転。
- 1886年（明治19年） - 太江尋常簡易科小学校に改称する。
- 1890年（明治23年） - 簡易科を廃止。太江尋常小学校に改称する。
- 1906年（明治39年） - 太江尋常高等小学校に改称する。
- 1912年（明治45年） - 細江尋常高等小学校に改称する。
- 1914年（大正3年） - 校舎を改築。農業補習学校を併設。
- 1934年（昭和9年） - 校舎を新築（木造2階建）。
- 1935年（昭和10年） - 農業青年学校を併設。
- 1941年（昭和16年）4月1日 - 細江国民学校に改称する。
- 1947年（昭和22年）4月1日 - 細江村立細江小学校に改称する。細江中学校を併設。
- 1956年（昭和31年）4月1日 - 古川町、細江村、小鷹利村が合併し、改めて古川町が発足。同時に古川町立細江小学校に改称する。
- 1964年（昭和39年）3月 - 統合により廃校。

## その他
- 旧小鷹利村に存在した3つの小学校（信包小・大村小・畦畑小）のうち、信包小と大村小は統合により古川西小学校の前身校となったが、畦畑小は古川小学校に統合された。